# Stamp Fairtex
Nanthawan Panthong (en thaï : ณัฐวรรณ พานทอง), connue professionnellement comme Stamp Fairtex  (en thaï : แสตมป์ แฟร์เท็กซ์), née le 16 novembre 1997 dans la province de Rayong, est une pratiquante de MMA, de kickboxing et de muay-thaï thaïlandaise.
Elle est actuellement[Depuis quand ?] sous contrat avec ONE Championship, où elle est classée, entre octobre 2022 et avril 2024 au moins, 1re combattante dans la catégorie des poids atomes.

## Titres

### MMA
- ONE Championship :
  - Combattante de l'année 2021
  - Championne du monde dans la catégorie poids atomes en 2021

### Muay Thai
- ONE Championship :
  - Championne mondiale dans la catégorie poids atomes en 2019